# Vicus
Vicus (meervoud: vici) is een Latijns woord, waarmee in de Romeinse tijd verschillende soorten van nederzettingen werden aangeduid. Het woord is verwant met het Griekse οἶκος/oîkos, dat 'huis' of 'huishouden' betekent. Het Latijnse woord betekent 'een aantal huizen'. De term vicus is in de Nederlandse taal terechtgekomen, via het Westgermaanse wick of wyck, als wijk, met name in plaatsaanduidingen.
Een vicus in de Romeinse tijd kon betrekking hebben op een nederzetting in een landelijk gebied (pagus), maar ook op een deel van een grotere nederzetting. De stad Rome bestond aanvankelijk uit slechts vier vici; na een administratieve herindeling in de 1e eeuw v.Chr. waren dat er 265. Veel straatnamen in het oude Rome werden aangeduid met 'vicus'.
In sommige gevallen bevond een vicus zich in de nabijheid van een Romeins fort of castellum. Het castellum werd bewoond door militairen, terwijl in de vicus handwerkslieden en handelaren waren gevestigd. Archeologen hebben direct ten oosten van het castellum in De Meern sporen van een Romeinse vicus aangetroffen. De huidige Vicuslaan in dit gebied herinnert hieraan. Ook kon een vicus een nederzetting zijn op een kruispunt van handelswegen, waar dan de handel opbloeide en de vicus zich kon ontwikkelen tot een stad. Mogelijk is Wyck bij Maastricht (thans deel van het centrum van deze stad) hiervan een voorbeeld. Wyck werd namelijk al in de Romeinse tijd bewoond en groeide uit tot een handelsstad op de rechteroever van de rivier de Maas, tegenover het op de linkeroever gelegen Mosa Trajectum (= Maastricht). Het castellum Aardenburg bevond zich ook bij een vicus.
In de vroege middeleeuwen verschuift de betekenis van het woord 'wyck' in de richting van 'voorstad', oftewel nederzetting of uitbreiding in de onmiddellijke nabijheid van een stad. Hiervan is de Nederlandse plaats Wijk bij Duurstede een voorbeeld.
Andere voorbeelden van vici in België en Nederland zijn:
- het Belgische dorp Velzeke, waar het Archeocentrum getuigt van een Gallo-Romeinse nederzetting ter plaatse;
- In 2024 werden de resten van een Romeinse vicus gevonden in het Belgische Merendree.[2][3]
- de vicus van het Vlaams-Brabantse Asse;
- de vicus van Elewijt in België. Deze is een voorbeeld van een Romeinse nederzetting op een kruispunt van handelswegen;
- Cortoriacum = het West-Vlaamse Kortrijk, eveneens gelegen op een kruispunt van Romeinse handelswegen;
- Coriovallum, Romeins Heerlen, een vicus met de afmetingen van een stad;
- het dorpsplein 'Vicus' in de wijk Oerle-Zuid in het Nederlandse Veldhoven is zo genoemd vanwege hier gevonden archeologische resten. Of zich hier een vicus bevond is niet duidelijk.